# 拉季謝沃 (烏里揚諾夫斯克州)
拉季谢沃（羅馬化：Radishchevo）是俄罗斯乌里扬诺夫斯克州的市级镇，为该州拉季谢沃区行政中心及规模最大聚居地，也是该区唯一的一座市级镇。地处乌里扬诺夫斯克州南部，位于伏尔加河流域捷列什卡河畔，在州府乌里扬诺夫斯克南偏西方，南侧靠近乌里扬诺夫斯克州与萨拉托夫州的州界。
该地2022年人口有3,879人；2010年人口4,598；2002年人口4,888；1989年人口4,710。